# Triholoside
Un triholoside ou trisaccharide est un oligoside composé de trois unités d'ose de nature identique ou différente : glucose, fructose, galactose, fucose, maltose, saccharose ...
Font partie de la famille des triholosides :
- Acarbose[1]
- Erlose (glucosylsucrose)[2],[3] : glucose α(1–4) glucose α(1–2) fructose (G2F)
- Fucosyllactose : fucose + glucose + galactose
- Lactosucrose[3] : galactose β(1–4) glucose α(1–2) fructose
- Gentianose[4],[5] : glucose β(1-6) glucose α(1-2)β fructose (G2F) ou gentiobiose + fructose ou glucose + saccharose
- Isokestose : fructose + fructose + glucose (GF2)
- Isomaltotriose[3] : glucose α(1–6) glucose α(1–6) glucose (G3)
- Inulotriose : fructose + fructose + fructose (F3)
- β-glucotriose[3] : glucose β(1–6) glucose β(1–6) glucose (G3)
- Kestose[3] : glucose α(1–2) fructose (1–2)β fructose (GF2)
- Maltotriose[5] : glucose α(1→4) glucose α(1→4) glucose (G3)
- Mélézitose[5] : glucose α(1-3) fructose β(2-1)α glucose ou glucose + turanose (un diholoside isomère du saccharose)
- Nigerotriose : glucose α(1→3) glucose α(1→3) glucose
- Panose[3] : glucose α(1–4) glucose α(1–6) glucose (G3)
- Raffinose[5],[6] : galactose α(1–6) glucose α(1–2) fructose
- Rhamninose[5] : galactose + rhamnose + rhamnose
- Theanderose[3]  : glucose α(1–6) glucose α(1–2) fructose (G2F)